# Ecnomidae
Famille
Les Ecnomidae sont une famille d'insectes de l'ordre des trichoptères.

## Liste des genres
Selon ITIS (25 nov. 2012) :
- genre Austrotinodes Schmid, 1955
- genre Chilocentropus Navás, 1934
- genre Ecnomina Kimmins in Mosely & Kimmins, 1953
- genre Ecnomus McLachlan, 1864
- genre Parecnomina Kimmins, 1957
- genre Psychomyiellodes Mosely, 1931

Selon NCBI (25 nov. 2012) :
- genre Agmina
- genre Austrotinodes
- genre Daternomina
- genre Ecnomina
- genre Ecnomus
- genre Parecnomina
- genre Psychomyiellodes